# NGC 2801
NGC 2801 é uma galáxia espiral (Sc) localizada na direcção da constelação de Cancer. Possui uma declinação de +19° 56' 08.57" e uma ascensão recta de 9 horas, 16 minutos e 44.2 segundos.
A galáxia NGC 2801 foi descoberta em 17 de Fevereiro de 1865 por Albert Marth.